# Uecker
Pour les articles homonymes, voir Uecker (homonymie).
L’Uecker ou Ucker est un fleuve du nord de l'Allemagne. Il est appelé Ucker dans le Brandebourg et Uecker dans le Mecklembourg-Poméranie-Occidentale, anciennement Wkra (pl)

## Géographie
L'Uecker a un cours de 102 km.
Il prend sa source dans l'Uckermark, près d'Alt-Temmen, et coule vers le nord en traversant les lacs de l'Ucker supérieur (Oberuckersee), du Mollensee et de l'Ucker inférieur (Unteruckersee). Il arrose ensuite les villes de Prenzlau, Pasewalk, Torgelow et Eggesin, avant de se jeter à Ueckermünde, dans la lagune de Szczecin qui communique avec la mer Baltique.